# 超級瑪利歐兄弟 豪華版
《超级马里奥兄弟 豪華版》是任天堂于1999年出品，在Game Boy Color上推出的横版过关游戏，为1985年著名横版过关游戏《超级马里奥兄弟》的重製版。遊戲在原版的內容外，還新增了一些功能。游戏新增了世界地图、双人同时游戏功能、挑战模式（玩家在过关时还需找到隐藏道具，并达到指定得分），并追加了基于日版《超级马力欧兄弟2》的8个世界，作为待解锁的“For Super Players”区域。但本作除了奇諾比奧、碧姬公主、水面和熔岩有了动画效果外，画质較原版并没有任何提升。球蓋姆投擲刺刺蛋、泡泡魚跳出時和瑪利歐兄弟使用跳台有了音效，1985年世界4-4、世界7-4和1986年世界3-4、世界6-4、世界8-4的城堡新增了正確及錯誤路線音效，原始FC版是沒有上述效果。新而且由于Game Boy Color的屏幕分辨率比FC小，玩家的可视距离也随之减少。为弥补这一问题，玩家可以按上下键查看前后方，按下“选择”键则可以让游戏角色居中或居左显示。玩家在地图画面可以按“选择”键切换马里奥和路易吉。该作路易的外观从原本的白褂绿衫换成了绿褂棕衫，火焰路易吉则采用了在 FC 原版中的装束，以与马里奥的配色相对应。

## 評價
本作获得了媒体和玩家的一致好评。GameSpot评予游戏9.9分，称赞其为Game Boy Color的杀手级应用（这也是当时该游戏系列最高分，直到Wii平台的《超级马里奥银河2》以满分超越）。IGN更为慷慨，直接给出10/10满分。《超级马里奥兄弟豪华版》也在GameRankings上获得92%的累计评分。这要部分归功于其高质量的移植水平，尤其是追加了《超级马里奥兄弟2》的内容。游戏市场反应良好，仅美国市场即售出280万套。